# 153 v.Chr.
153 v.Chr. is een jaartal volgens de christelijke jaartelling.

## Gebeurtenissen

### Italië
- Tiberius Annius Luscus en Quintus Fulvius Nobilior zijn consul in het Imperium Romanum.
- Nieuwjaarsdag, wordt voor het eerst gehouden op 1 januari, voortaan zullen ook consules ordinarii op 1 januari (voorheen 15 maart) geïnstalleerd worden.

### Griekenland
- Aristophantus volgt Epaenetus op als archont van Athene.
- De Griekse stadstaat Sicyon, gelegen in het noorden van de Peloponnesos, wordt door een aardbeving verwoest.

### Palestina
- Jonathan de Makkabeeër, wordt als dank voor zijn strijd tegen Demetrius I Soter, tot hogepriester van Jeruzalem benoemd (153-143 v. Chr.).Hij laat de citadel versterken en richt in Judea een Joods vrijheidsleger op.

## Geboren
- Quintus Caecilius Metellus Numidicus (~153 v.Chr. - ~91 v.Chr.), Romeins consul en veldheer